# Abram Blass
Abram Blass (lub Mosze Aba Blass; ur. 1895 w Łomży, zm. 1971 w Tel Awiwie) – polski szachista pochodzenia żydowskiego, brązowy medalista olimpiady szachowej (1928).

## Kariera szachowa
Urodzony w Łomży, w wieku 16 lat wyjechał do Stanów Zjednoczonych, gdzie przebywał do 1924 roku. Po powrocie do Polski zamieszkał w Warszawie. W latach dwudziestych był czołowym warszawskim szachistą. W 1927 r. zwyciężył w mistrzostwach Warszawy, zaś dwa lata później zdobył wraz z reprezentacją tego miasta złoty medal na I drużynowych mistrzostwach Polski w Królewskiej Hucie. Finalista indywidualnych Mistrzostw Polski w Szachach 1926 i 1927, w obu przypadkach zajął VIII miejsce. W 1928 r. reprezentował Polskę na olimpiadzie szachowej w Hadze (na V szachownicy), zdobywając wraz z drużyną brązowy medal. 
W 1935 r. wyjechał do Palestyny, gdzie wygrał międzynarodowy turniej Maccabiadia w Tel Awiwie oraz zwyciężył w mistrzostwach Palestyny.